# Chakotay
Chakotay  je lik iz Zvjezdanih staza: Voyager. Glumi ga Robert Beltran.

## Raniji život i obitelj
Chakotay, sin Kolopaka, rođen je 2329. godine na planetu Dorvan V, na koji su se naselili Indijanci, u Demilitariziranoj zoni. Njegovi preci su plemena Maje i prašumski ljudi koji su se maknuli sa Zemlje zbog tehnologije, što se nije slagalo s njihovim načelima. Otac ga je poučavao nasljeđu svog naroda.
Chakotay je u djetinjstvu brinuo za djeda koji je često imao halucinacije, uzrokovane defektnim genom koji je naslijedio. Taj isti gen je potisnut Chakotayu, no pojavio se 2375. kad su izvanzemaljci putem Chakotaya pokušali kontaktirati Voyager.
Chakotay ima i sestru, te rođakinju koja živi u Ohiju. U epizodama Zvjezdanih staza također saznajemo da ima pretka koji je živio u Arizoni, i radio u školi.
Chakotayevo pristupanje Akademiji Zvjezdane flote nije bilo po volji njegova oca, koji je želio da mu se sin pridruži u potrazi za predcima u Srednjoj Americi. 2371. godine, Kolopaka su ubili Kardasijanci, dok je branio svoj dom na Dorvanu V. Nakon smrti svoga oca, počeo je cijeniti nasljeđe svog naroda, a na čelu ima tetovažu u čast svog oca i njegovih predaka.
Kasnije u životu, Chakotay se znatno oslanjao na vjerovanja njegovih predaka, te je tražio pomoć od svog životinjskog savjetnika. Također je pomagao i ostalim osobama da nađu svog životinjskog savjetnika. Koristio se Majanskom medicinom. Također se služio i medicinskim kotačem koji je vodio njegovu dušu natrag u tijelo.

## Karijera
Chakotay je pritupio Floti kada je imao samo petnaest godina i to je podupirao kapetan Hikaru Sulu. Bio je odličan pilot. Na prvoj godini u Akademiji vježbao je u Sjevernoj Americi, a nakon toga odlazi na Veneru gdje je učio pilotirati u atmosferskim olujama. Kasnije je i naučio izbjegavati asteroide u asteroidnom pojasu.
Diplomirao je na Akademiji 2348. Na jednoj od svojih prvih misija bio je član posade koja je stupila u prvi kontakt s Tarkanancima.
2371., kada je njegov planet postao ugrožen od strane Kardasijanaca napustio je svoje mjesto Floting učitelja i pridružio se Makijima. Njegov brod biva odvučen u Delta kvadrant, zajedno s Voyagerom. Nedugo nakon toga brod su mu uništili Kazon-Ogle, pa su on i njegova posada postali časnici na Voyageru. Chakotay dobiva status prvog časnika, kao zamjena za poginulog Cavita.

## Voyager
Chakotayev brod završi u Delta kvadrantu, zajedno s Voyagerom. Spletom okolnosti Chakotay postaje prvi časnik, čime se morao odreći makijskih načela i prihvatiti Flotine. No teški uvjeti u Delti često su dovodili Chakotaya u pitanje je li idealizam Flote prikladan u ovom udaljenom dijelu galaksije i ne bi li bilo bolje služiti se makijskim metodama. Ipak, uvijek pomaže Janeway i njegova lojalnost nikad nije bila upitna.
Prilikom jedne od svojih prvih misija na Voyageru, Chakotay i Neelix otkrivaju novu vrstu Vidijance. Vidijanci se zanimaju samo za tuđe organe, te uzimaju Neelixova pluća, no Kes i Doktor ga spase.
Chakotay i Janeway su se 2372. zarazili neizlječivim virusom, zbog čega su morali ostati na planetu na kojem su se zarazili. Chakotay je na planetu koristio svoje indijanske vještine preživljavanja. Nakon nekoliko tjedana, Voyager se vratio po njih s vedienskom fizičarkom Danarom Pel, koja je imala lijek protiv virusa. Za vrijeme provedeno na planetu, Chakotay i Janeway su razvili intimne osjećaje, no povodom povratka na Voyager odlučili su da bi njihov odnos bilo neprimjeren.
2373. Chakotay je nakratko bio asimiliran dok je bio na misiji u Nekritskom prostranstvu. Njegovo kratko izlaganje Borgu odvojenom od Kolektiva mu je zaliječilo rane. Za uzvrat im je pomogao da uspostave zajedničku svijest, jer su mislili da je to najbolji način za život u skladu. Nije se slagao s Janewaynom odlukom sklapanja saveza s Borgom protiv Vrste 8472. Njegov identifikacijski broj je bio 47-alfa-612.
Tokom boravka na Voyageru, Chakotay je razvio intimnu vezu sa Sedmom od Devet. Kada je admiralica Janeway došla iz budućnosti rekla je da su se Sedma i Chakotay vjenčali, što se i pretpostavlja da se desilo povodom povratka u Alfa kvadrant 2378.

## Vanjske poveznice
- Star Trek biografija Chakotaya  Arhivirana inačica izvorne stranice od 26. lipnja 2010. (Wayback Machine)
- Chakotay Files
- [neaktivna poveznica]